# 산요 본선
산요 본선(일본어: 山陽本線, さんようほんせん 산요 혼센[*])은 서일본 여객철도와 규슈 여객철도의 철도 노선 가운데 하나이다. 일본 효고현 고베시 주오구에 있는 고베역과 후쿠오카현 기타큐슈시 모지구에 있는 모지역을 잇는다.
고베역~시모노세키역 구간(528.1 km)을 서일본 여객철도가, 시모노세키역~모지역 구간(6.3 km, 간몬 터널 구간)을 규슈 여객철도가 각각 운영한다.

## 개요
도카이도 본선에서 서쪽으로 이어지는 구조로, 고베에서 오카야마 · 후쿠야마 · 히로시마 · 야마구치 · 시모노세키 등 세토 내해 연안의 여러 도시들을 거쳐 기타큐슈의 모지에 이르는 노선이다.
이전에는 도쿄나 간사이와 주고쿠 지방·규슈를 연결하는 장거리 여객 열차가 운행되고 있었지만, 산요 신칸센이 개통한 후에는 장거리 여객 수송의 역할을 신칸센에 양보했기 때문에, 산요 본선은 도시 간 수송을 중심으로 운용되고 있다. 따라서 전 구간을 달리는 정기 여객 열차는 존재하지 않는다.
고베~히메지 구간은 어번 네트워크의 운행 계통인 JR 고베선의 일부로 쓰이며, 고베~아이오이 구간과 산산요 본선의 지선인 와다미사키선은 "오사카 근교 구간", 고베~니시아카시 구간은 "전철 특정 구간"에 포함되어 있다. 특히 전철 특정 구간에 해당하는 구간은 복복선으로, 신쾌속·특급·화물 열차가 달리는 열차선 (급행선)과 쾌속·보통 열차가 달리는 전철선 (완행선)으로 나뉜다. 또한 "오사카 근교 구간"은 이코카 및 제휴 교통카드의 "긴키권" 구역이며, 와케~미나미이와쿠니 간은 이코카의 "오카야마·히로시마 구역"이다.
JR 고베선 구간은 파란색 계통의 노선색을 사용하며, 오카야마 지사 측에서는 초록색, 히로시마 지사 측에서는 파란색을 노선색으로 사용한다.

## 운행 형태
도카이도 본선과 같이, 산요 신칸센이 개업하면서 장거리 광역 철도 수송 역할은 신칸센이 대신 하고 있다. 2009년 3월 14일의 다이어 개정으로 침대 특급 후지·하야부사의 폐지를 끝으로 전 구간을 달리는 정기 여객 열차는 더 이상 없게 되었다.

### 우등 열차
2011년 9월 기준으로, 산요 본선 구간만을 달리는 우등 열차는 존재하지 않으며, 모두 산인 지방이나 시코쿠 지역의 철도 노선으로 직결 운행을 하고 있다. 아래의 구간은 산요 본선 중 어떤 구간을 달리는지 표시한 것이다.
- 주간 열차
  - 하마카제(키하 189계, 고베-히메지 구간)
  - 슈퍼 하쿠토(지즈 급행 HOT 7000계 동차, 고베,-가미고리 구간)
  - 슈퍼 이나바(키하 187계, 가미고리-오카야마 구간)
  - 야쿠모(381계, 오카야마-구라시키 구간)

- 야간 열차
  - 선라이즈 세토: (285계, 고베-오카야마 구간)
  - 선라이즈 이즈모: (285계, 고베-구라시키 구간)

## 구간별 운송 현황
히메지역(효고현), 아이오이역(효고현 아이오이시), 오카야마역(오카야마현 오카야마시), 미하라역(히로시마현 미하라시), 히로시마역(히로시마현 히로시마시), 이와쿠니역(야마구치현 이와쿠니시), 신야마구치역(야마구치현 야마구치시), 시모노세키역(야마구치현 시모노세키시) 등을 기점으로 운행 계통을 끊는다. 산요 본선 전 구간(고베역~시모노세키역)에 걸쳐 운행하는 장거리 열차는 없다.
대신 특정 구간에서 다른 노선들로 직결 운행이 자주 이루어진다. 히메지역은 서일본 여객철도가 오사카 지방의 노선들을 정리한 "어번 네트워크"의 노선 중 하나인 JR 고베선의 계통 상 종점으로, 히메지역에서 아보시역이나 아이오이역까지 운행하는 열차들이 JR 고베선과 직결 운행을 하고 있다. 또한 히메지역을 출발하는 열차들 중에는 아보시역을 거쳐 아코선까지 운행하는 열차들도 있는데, 히가시오카야마역~오카야마역 구간을 운행하는 열차들 중에서도 아코선으로 직결 운행하는 열차가 있다. 한편 오카야마역에서 구라시키역을 거쳐 하쿠비선으로, 히로시마역에서 요코가와역을 거쳐 가베선으로 직결 운행하는 열차도 있다.
반면 다른 노선들에서 들어오는 열차들도 있다. 구레선의 열차가 가이타이치역에서 히로시마역까지 직결 운행하며, 간토쿠선의 열차가 구시가하마역에서 도쿠야마역까지, 산인 본선의 열차가 하타부역에서 시모노세키역까지 직결 운행을 하고 있다.

### 화물 열차
와다미사키선을 뺀 모든 구간에서 화물 열차가 정기적 또는 비정기적으로 다니고 있다. 이 중 대부분이 컨테이너 화차를 연결한 고속화물열차이다. 일부 열차는 탱크형 화차를 편성해 운행하기도 한다. 견인 기관차의 형태는 하타부 조차장을 기준으로 달라지는데, 하타부 조차장 동쪽 구간(고베~하타부)에서는 직류 전용 전기 기관차가, 서쪽 구간(하타부~규슈 방면)에서는 규슈 여객철도의 교류 구간 운행을 대비하여 교직양용 전기 기관차가 다니고 있다.
고베 화물터미널역, 히메지카모쓰역, 니시오카야마역, 히가시후쿠야마역, 히로시마 화물터미널역, 오타케역, 이와쿠니역, 신난요역, 우베역, 시모노세키역에서 화물 열차를 취급하고 있다.

## 차량
타선에의 직통 차량은 해당 노선의 기사를 참조.덧붙여 이하에 나타내는 차량은 모두 전철이 사용되고 있다.

### 오사카 지역
- JR 고베 쾌속선 · 신쾌속(고베-가미고리 구간)
  - 221계(쾌속) JR교토선 직결 운행
  - 223계(1000 · 2000번대, 신쾌속 · 쾌속), 6000번대(아보시 차)(쾌속))
  - 225계 0번대 225계 100번대 (신쾌속 · 쾌속)

- JR 고베선 보통(고베-가코가와 구간)
  - 207계
  - 321계

### 오카야마·히로시마·규슈 여객철도
- 히메지-시모노세키 구간 쾌속 · 보통 열차
  - 103계(가이타이치-유우 구간)
  - 105계(오카야마 · 후쿠야마-미하라 · 가이타이치-요코가와 · 신야마구치-시모노세키 구간)
  - 113계(히가시오카야마-미하라 · 세노-유우 구간)
  - 227계 (히로시마 지구용 0번대)(오카야마 지구용 500번대 우라라) 이토자키-히로시마-요코카와-이와쿠니-후쿠야마간 0번대 운용 오카야마-우노-쿠라시키-소자-이토자키간 500번대 운용 하기 위해 도입 되었다.
  - 115계(히메지-시모노세키 구간)
  - 117계(히가시오카야마-미하라 · 신야마구치-시모노세키 구간)
  - 123계(신야마구치-시모노세키 구간)
  - 213계(히가시오카야마-미하라 구간)

- 시모노세키-모지 구간 보통 열차
  - 415계

- 효고-와다미사키선 보통 열차
  - 207계 1000번대

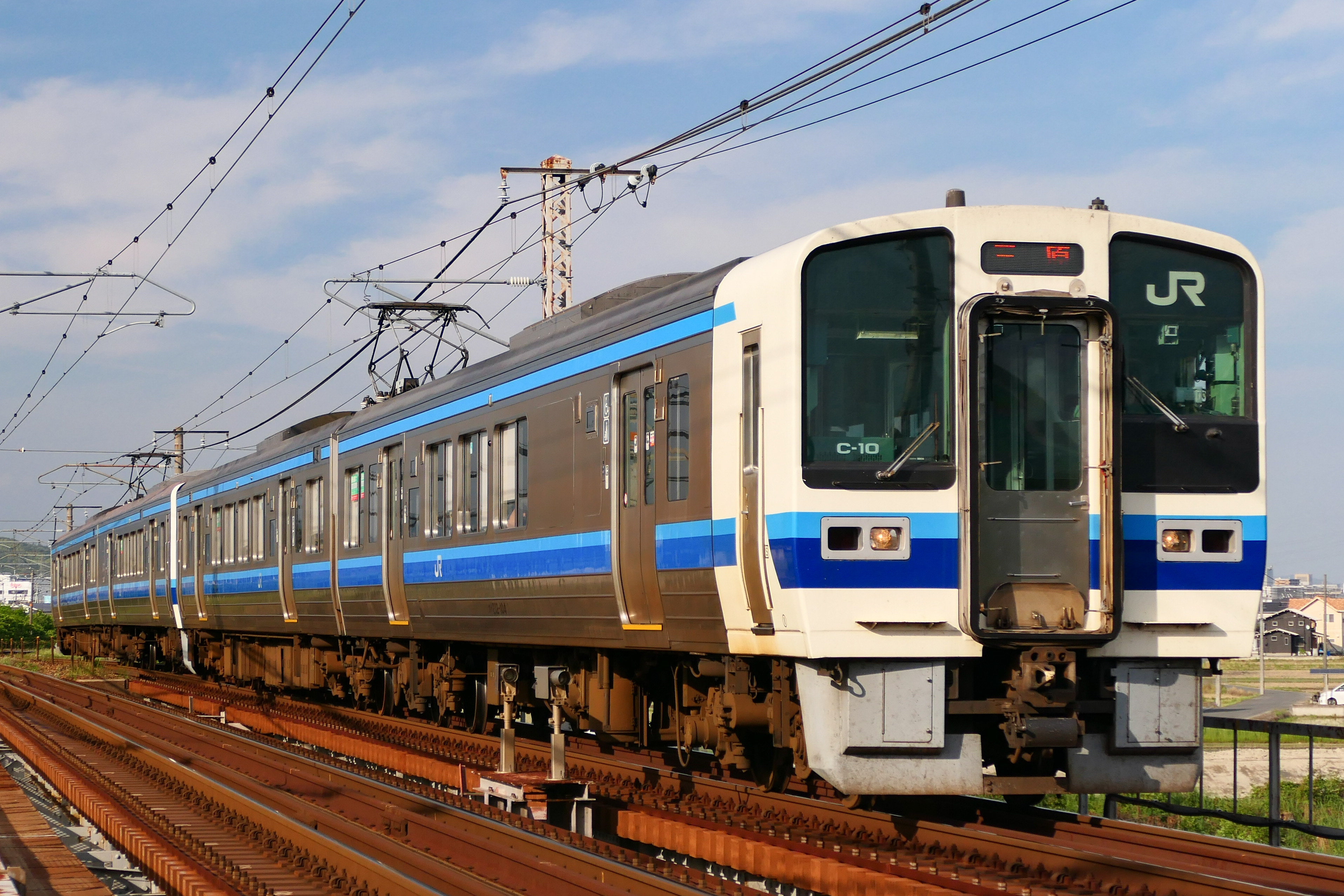
213계
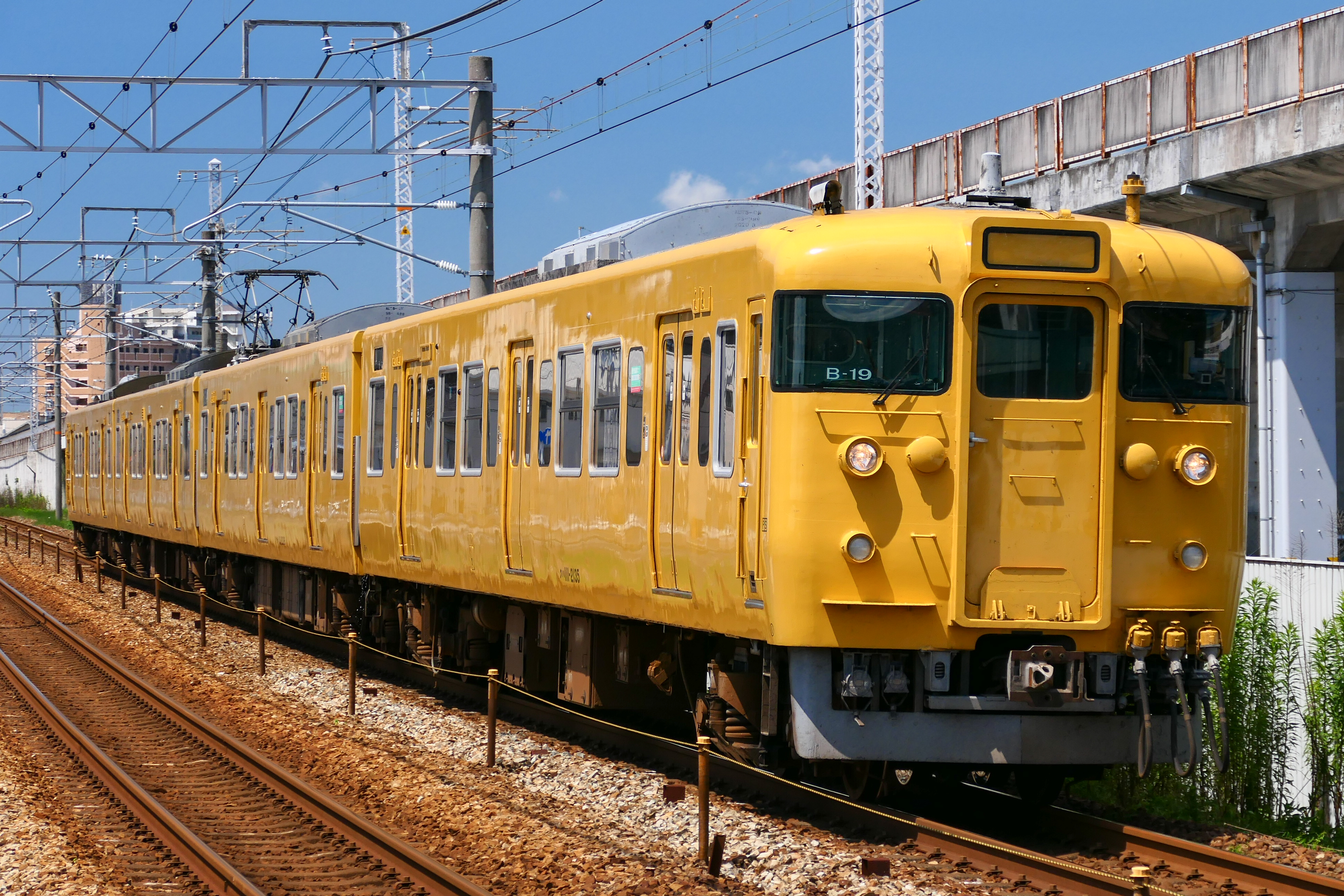
113계
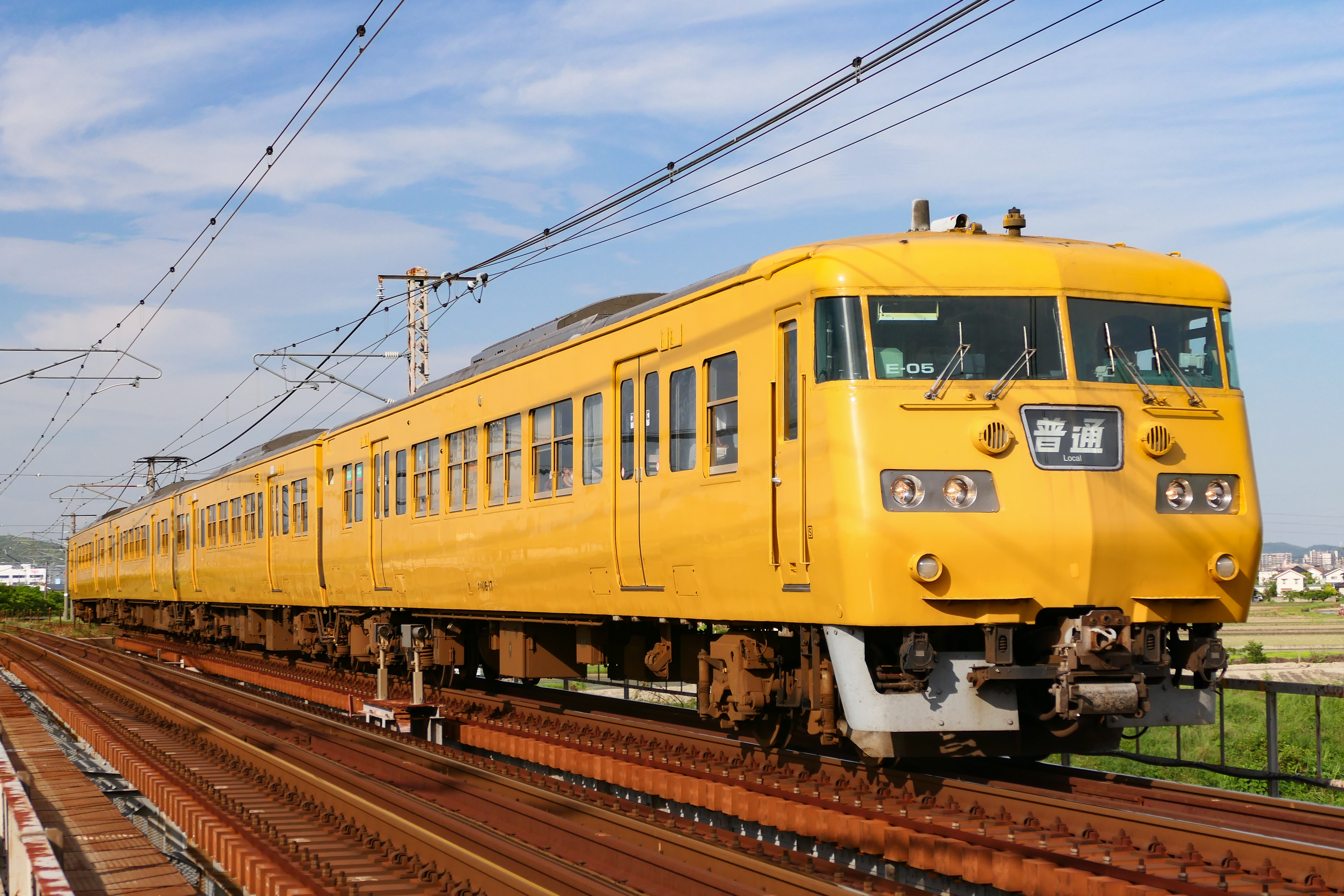
117계
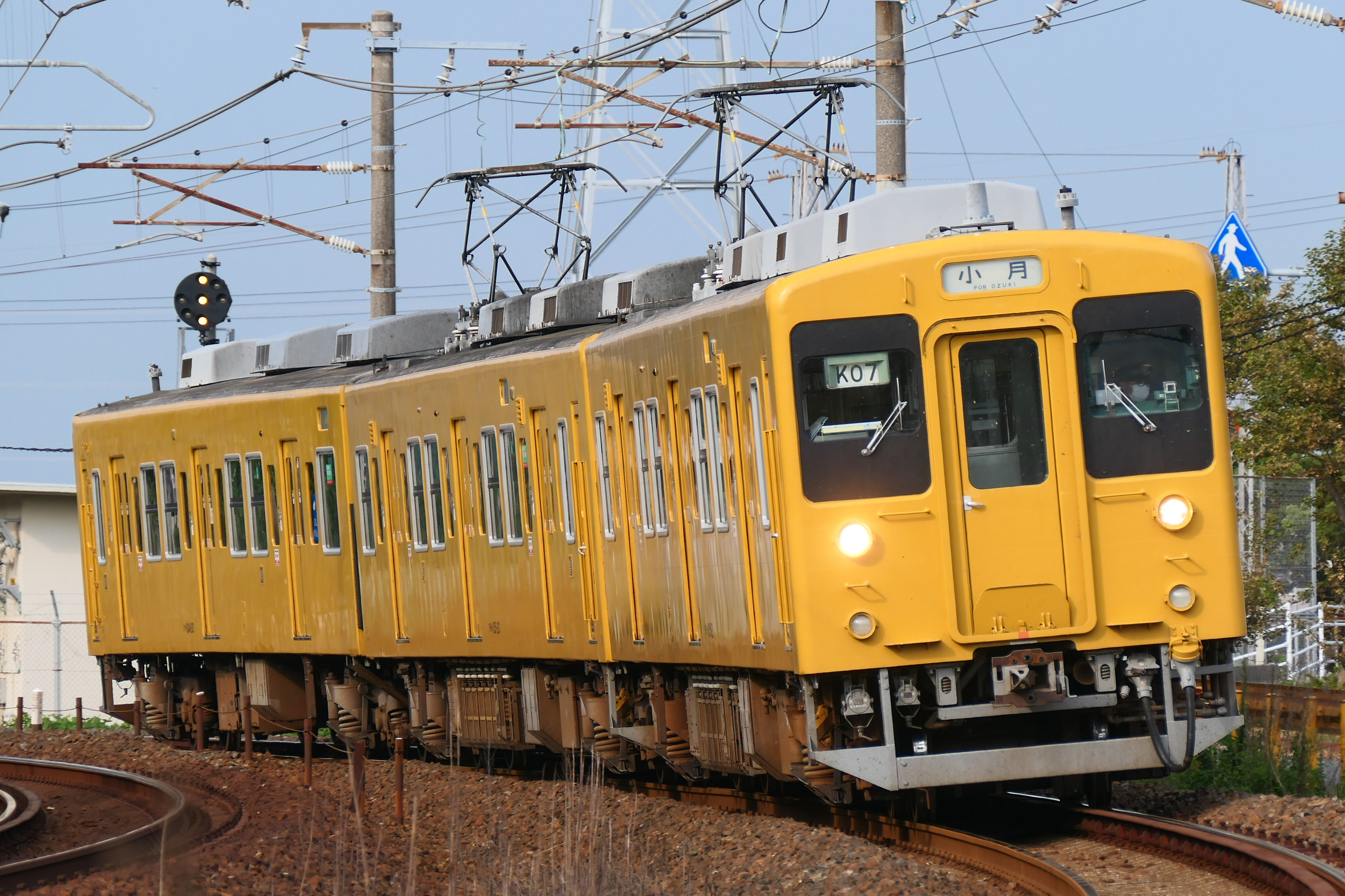
105계

## 역사

### 개략
산요 본선은 원래 19세기의 도카이도 본선처럼 여러 민영 회사가 운영하던 노선들을 국유화하여 하나로 재편한 것이다. 1888년에 효고역~니시아카시역 구간을 민영 철도 회사인 "산요 철도"가 개통한 것이 그 시초이며, 이후 노선이 늘어나면서 1901년에는 지금의 시모노세키역까지 철도 노선이 뚫리게 되었다. 이 산요 철도는 1907년 메이지 정부가 국유화하여 지금의 국유철도 "산요 본선"이라는 이름을 얻게 되었다.
1934년에는 산요 본선의 운행 경로를 단축시킬 목적으로 산지를 뚫어 지금의 간토쿠선에 해당하는 구간을 새 본선으로 정하고 건설하였으나(야나이시를 거치는 기존 구간은 "야나이선"이 되었다), 산요 본선을 복선화하는 과정에서 장대 터널인 "긴메이지 터널"이 복선화의 장애물로 작용하였기 때문에, 당국은 간토쿠선이 아닌 야나이선을 1944년 다시 본선으로 지정하여, 야나이선을 포함한 고베역~시모노세키역까지의 전 구간을 복선화하였다.
1942년에는 세계 최초의 해저 철도 터널인 간몬 터널을 건설하고 노선을 규슈섬의 모지역(후쿠오카현 기타큐슈시)까지 연결하였으며, 1964년에는 전 구간을 전철화하였다. 1972년에는 오카야마역, 1975년에는 하카타역까지 산요 신칸센이 뚫리면서 산요 본선을 달리던 특급 열차들의 대부분을 폐지하게 되었다. 1987년 4월 1일에는 민영화에 따라 소유주 및 운영 회사가 일본국유철도에서 서일본 여객철도로 바뀌었다.

### 연혁

#### 산요 철도 시대
- 1888년
  - 11월 1일: 산요 철도에 의해 효고역-아카시역 구간(17.46km)개통. 효고역 · 스마역 · 다루미역 · 아카시역이 개업
  - 12월 23일: 아카시역-히메지역 구간(35.71km)연신 개통. 오쿠보역 · 쓰치야마역 · 가코가와역 · 아미다역(현재의 소네역) · 히메지역이 개업
- 1889년
  - 2월 1일: 전선 마일 측정에 의해 0.06 km 단축
  - 8월: 다루미역을 마이코역으로 명칭 변경
  - 9월 1일: 고베역-효고역 구간(1.84km)연신 개통. 고베역에 관영 철도와 접속
  - 11월 11일: 히메지역-다쓰노가 정차장 구간(16.09km)연신 개통. 아보시역 · 다쓰노 가정차장 개업
- 1890년
  - 7월 8일: 화물지선(와다미사키선) 효고역-와다미사키초역 구간(2.90km)개통. 와다미사키초역(현재의 와다미사키역)이 개업
  - 7월 10일: 다쓰노 가정차장-우네역 구간(12.05km)연신 개통. 다쓰노역 · 나바역(현재의 아이오이역) · 우네역 개업. 다쓰노 가정차장 폐지
  - 12월 1일: 우네역-미쓰이시 가정차장 구간(19.39km)연신 개통. 미쓰이시 가정차장 개업
- 1891년
  - 3월 18일: 미쓰이시 가정차장-오카야마역 구간(44.28km)연신 개통. 미쓰이시역 · 요시나가역 · 와케역 · 세토역 · 나가오카역(현재의 히가시오카야마역) · 오카야마역 개업. 미쓰이시 가정차장이 역으로 변경됨에 따라 폐지
  - 4월 25일: 오카야마역-구라시키역 구간(15.97km)연신 개통. 니와세역 · 구라시키역 개업
  - 5월 9일: 영업 거리를 마일 · 체인 · 링크 표기부터 마일 · 체인 표기에 간략화. 일부수정(고베역-구라시키역)
  - 7월 14일: 구라시키역-가사오카역 구간(28.14km)연신 개통. 다마시마역(현재의 신쿠라시키역) · 가모가타역 · 가사오카역 개업
  - 9월 11일: 가사오카역-후쿠야마역 구간(14.28km)연신 개통. 후쿠야마역 개업.
  - 11월 3일: 후쿠야마역-오노미치역 구간(19.75km)연신 개통. 마쓰나가역 · 오노미치역 개업
- 1892년 7월 20일: 오노미치역-미하라역 구간(9.05km)연신 개통. 미하라역(초대 · 현재의 이토자키역) 개업
- 1893년
  - 4월 21일: 본선 개량 마일에 의해 (0.32km)연장
  - 12월 3일: 와다미사키선 효고역-와다미사키초역 사이에 신카와 수하물취급소 개업
- 1894년 6월 10일: 이토자키역-히로시마역 구간(74.47km)연신 개통. 미하라역(초대)을 이토자키역으로 명칭 변경. 미하라역(2대) · 혼고역 · 고치역 · 세노역 · 가이타이치역 · 히로시마역 개업
- 1895년: 와다미사키초역을 와다미사키역으로 명칭 변경
  - 1월 25일: 시라이치역 개업
  - 4월 4일: 가미고리역 · 하치혼마쓰역 개업
- 1896년 7월 1일: 시오야 가정차장(현재의 시오야역) · 마이코공원 가정차장(현재의 마이코역)개업
- 1897년
  - 9월 25일: 히로시마역-도쿠야마역 구간(110.26km)연신 개통. 요코가와역 · 고이역(현재의 니시히로시마역) · 하쓰카이치역 · 미야지마역(현재의 미야지마구치역) · 구바역 · 오타케역 · 이와쿠니역 · 후주역 · 유우역 · 오바타케역 · 야나이쓰역(현재의 야나이역) · 다부세역 · 시마타역 · 구다마쓰역 · 도쿠야마역 개업
  - 12월 18일: 본선 마일 개량에 의해(0.10km) 단축
  - 12월 26일: 만토미역 · 다이몬역 개업
- 1898년 3월 17일: 도쿠야마역-미타지리역 구간(26.49km)연신 개통. 후쿠가와역 · 도노미역 · 미타지리역(현재의 호후역) 개업
- 1899년
  - 1월 1일: 효고역-히메지역 구간 복선화
  - 4월 1일: 마이코역이 다루미역에, 마이코공원 가정차장이 마이코 가정차장으로 명칭 변경
  - 6월 5일: 이와타역 개업
  - 7월 23일: 고지로역(초대) 개업
  - 12월 8일: 이쓰카이치역 개업
- 1900년
  - 4월 1일: 다카토리역 개업
  - 4월 18일: 고차쿠역 개업
  - 5월 14일: 호덴역 개업
  - 12월 3일: 미타지리역-아사역 구간(53.83km)연신 개통. 다이도역 · 오고리역(현재의 신야마구치역) · 가가와역 · 아지스역(현재의 혼유라역) · 후나키역(현재의 고토역) · 오노다역 · 아사역 개업
- 1901년
  - 3월 31일: 와다미사키선이 마일 개량에 의해 (0.04km)단축.
  - 5월 27일: 아사역-바칸역 구간(35.00km)연신 개통하여, 고베역-바칸역 전 구간 개통. 하부역 · 오즈키역 · 조후역 · 이치노미야역(현재의 신시모노세키역) · 하타부역 · 바칸역(현재의 시모노세키역) 개업
  - 8월 4일: 가네가미역(현재의 곤코역) 개업
- 1902년
  - 3월 1일: 아미다역이 소네역으로 명칭 변경
  - 4월 7일: 와다미사키선 마일 개량에 의해 (0.28km)단축
  - 6월 1일: 바칸역이 시모노세키역으로 명칭 변경
  - 11월 12일 영업 거리를 마일 · 체인 표기로부터 마일 표기에 간략화(고베역-시모노세키역 구간 329M21C → 329.3M, 효고역-와다미사키역 구간 1M48C → 1.6M)
- 1903년 12월: 가이타이치역-히로시마역 구간 복선화
- 1906년 1월 1일: 나가오카역을 사이다이지역으로 명칭 변경

#### 철도원역-운수통신성
- 1906년 12월 1일: 산요 철도가 국유화. 동시에 와다미사키선에 마일 개량에 의해 (0.28km)연장. 시오야 가정거장 · 마이코 가정거장을 역으로 변경
- 1907년 7월 1일: 고지로역(초대)이 가정거장으로 변경하여 고지로 가정거장이 됨.
- 1909년 10월 12일: 노선 명칭 제도, 고베역-시모노세키역 구간, 효고역-와다미사키역 구간을 산요 본선으로 한다.
- 1910년
  - 7월 1일: 우베역 개업
  - 10월 25일: 가미고리역-미쓰이시역 구간 복선화
- 1911년
  - 3월 1일: 헤타역 개업
  - 6월 20일: 미쓰이시역-요시나가역 구간 복선화
  - 11월 1일: 와다미사키선 효고역-와다미사키역 구간 여객영업개시. 마일 개량에 의해 (0.16km)단축. 화물지선(효고임항선) 신카와 분기점-신카와역 구간(0.64km) 개통. 신카와 수하물 취급소가 와다미사키선 중간 역부터 효고임항선의 종착역으로 변경. 히메지역-아보시역 구간에 아가호 신호장 개설.
- 1912년
  - 4월 11일: 니지가하마역(현재의 히카리역)개업
  - 4월 16일: 와다미사키선 가네보마에역 개업
  - 6월 15일: 혼고역-고치역 구간에 고바라 신호소 개설
  - 11월 20일: 하치혼마쓰역-세노역 구간에 가미세 신호소 개설
  - 11월 27일: 가미고리역-미쓰이시역 구간에 나시가하라 신소장 개설
- 1913년 4월 15일: 아가호 신호장을 역으로 변경하여 아가호역으로 개업
- 1915년
  - 4월 26일: 니와세역-구라시키역 구간에 오비에 신호소 개설
  - 5월: 하타부역-시모노세키역 구간 복선화
- 1916년
  - 1월 1일: 이치노미야역을 나가와키이치노미야역으로 명칭 변경
  - 6월 5일: 미노코시역(현재의 빈고아카사카역) 개업
  - 6월 30일: 고지로 가정거장 폐지
  - 7월 1일: 오노미치역-이토자키역 구간에 기하라 신호소 개설
  - 11월 1일: 후나키역을 고토역으로 명칭 변경
- 1917년
  - 4월 16일: 히메지역-아가호역 구간 복선화
  - 5월 15일: 아카시역-오쿠보역에 오쿠보 신호소 개설
  - 7월 10일: 와케역-만토미역 구간에 구마야마 신호소 개설
  - 7월 13일: 가타오타역-가사오카역 구간에 사토쇼 신호소, 마쓰나가역-오노미치역 구간에 야마나미 신호소, 미하라역-혼고역 구간에 하기지 신호소, 고치역-시라이치역 구간에 뉴노 신호소, 시라이치역-사이조역 구간에 니시타카야 신호소, 세노역-가이타이치역 구간에 나카노 신호소, 미야지마역-구바역 구간에 오노우라 신호소, 유우역-오바타케역 구간에 고지로 신호소, 다이도역-오고리역 구간에 요쓰쓰지 신호소 개설
  - 9월 29일: 다쓰노역-나바역 구간 복선화. 아지스역-고토역 구간에 시미즈 신호소 개설
  - 12월 5일: 아가호역-아보시역 구간 복선화
- 1918년 1월 1일: 미노코시역을 빈고아카사카역으로 명칭 변경
- 1919년
  - 3월 16일: 오노우라 신호장을 역으로 변경하여 오노우라역으로 개업
  - 4월 1일: 가네가미역을 곤코역으로 명칭 변경
  - 5월 1일: 나바역을 우네역으로 명칭 변경
  - 8월 1일: 우지나선 히로시마역-우지나역 구간(5.95km)의 여객영업 폐지 및 산요 본선 화물 지선으로서 편입
  - 10월 15일: 효고임항선 신카와 수하물 취급소를 역으로 변경하여 신카와역으로 개업
- 1920년
  - 2월 12일: 구라시키역-다마시마역 구간에 다카나시 신호장 개설
  - 5월 16일: 요쓰쓰지 신호장이 역으로 변경됨에 따라 요쓰쓰지역으로 개업
  - 5월 25일: 니시아치역 개업. 다카나시 신호장 폐지
  - 8월 1일: 무카이나다역 개업
  - 8월 15일: 나카노 신호장이 역으로 변경됨에 따라 아키나카노역으로 개업
  - 11월 15일: 사토쇼 신호장이 역으로 변경됨에 따라 사토쇼역 개업
- 1921년
  - 1월 20일: 아보시역-다쓰노역, 만토미역-세토역 구간 복선화
  - 3월 25일: 우네역-가미고리역, 사이다이지역-나카이 가신호장 구간 복선화. 사이다이지역-오카야마역 구간 나카이 가신호장 개설
  - 11월 15일: 세토역-사이다이지역 구간 복선화
- 1922년
  - 3월 6일: 요시나가역-와케역 구간 복선화
  - 4월 1일: 신호소를 신호장으로 명칭 변경.
  - 4월 15일: 오쿠보역-쓰치야마역 구간에 우오조미 신호장 개설, 쓰치야마역-가코가와역 구간에 히라오카 신호장 개설
  - 7월 1일: 오카야마역-니와세역 구간 복선화
  - 10월 28일: 나카이 가신호장-오카야마역 구간 복선화
  - 10월 29일: 나카이 가신호장 폐지
  - 11월 10일: 니시타카야 신호장-사이조역 구간 복선화
  - 11월 20일: 세노역-아키나카노역 구간 복선화
  - 11월 30일: 사이조역-하치혼마쓰역 구간 복선화
  - 12월 15일: 기하라 신호장-이토자키역 구간 복선화
  - 12월 16일: 아키나카노-가이타이치역 구간 복선화
- 1923년
  - 2월 1일: 다이몬역-후쿠야마역 구간 복선화. 가사오카역-다이몬역 구간에 가네우라 신호장 개설
  - 3월 30일: 하치혼마쓰역-세노역 구간 복선화.
  - 4월 10일: 오노미치역-기하라 신호장 구간 복선화
  - 6월 1일: 와케역-구마야마 신호장 구간 복선화
  - 6월 7일: 구마야마 신호장-만토미역 구간 복선화
  - 6월 25일: 가사오카역-다이몬역 구간 복선화
  - 7월 1일: 우네역-나바역 구간 니시하라 신호장, 가미고리역-미쓰이시역 구간 구리하라 신호장, 미쓰이시역-요시나가역 구간 다니하라 신호장, 사이다이지역-오카야마역 구간 나카이 신호장 개설
  - 9월 30일: 빈고아카사카역-마쓰나가역 구간 복선화
  - 11월 10일: 가모가타역-사토쇼역 구간 복선화
  - 11월 20일: 아사역-하부역 구간 복선화
  - 12월 12일: 시라이치역-니시타카야 신호장 구간 복선화
  - 12월 20일: 오비에 신호장-구라시키역 구간 복선화
- 1924년
  - 1월 20일: 오즈키역-조후역 구간 복선화
  - 1월 25일: 니와세역-오비에 신호장 구간 복선화
  - 2월 11일: 고치역-시라이치역 구간 복선화
  - 2월 15일: 하부역-오즈키역 구간 복선화
  - 3월 5일: 곤코역-가모가타역 구간 복선화
  - 4월 2일: 다마시마역-곤코역 구간 복선화
  - 6월 1일: 혼고역-고치역 구간 복선화
  - 10월 25일: 오고리역-가가와역 구간 복선화
  - 11월 8일: 도쿠야마역-헤타역 구간 복선화
  - 11월 15일: 니시아치역-다마시마역 구간 복선화
  - 11월 29일: 하기지 신호장-혼고역 구간 복선화
  - 11월 30일: 이쓰카이치역-하쓰카이치역 구간 복선화
  - 12월 20일: 구라시키역-니시아치역 구간 복선화
- 1925년
  - 1월 15일: 미하라역-하기지 신호장 구간 복선화
  - 1월 23일: 요시나가역-와케역 구간에 곤고카와 가신호장 개설(폐지일 불명)
  - 1월 25일: 사토쇼역-가사오카역 구간 복선화
  - 1월 26일: 이토자키역-미하라역 구간 복선화
  - 2월 10일: 고이역-이쓰카이치역 구간 복선화
  - 3월 9일: 후쿠야마역-빈고아카사카역 구간 복선화
  - 3월 10일: 가가와역-아지스역 구간 복선화
  - 6월 8일: 마쓰나가역-야마나미 신호장 구간 복선화
  - 8월 30일: 야마나미 신호장-오노미치역 구간 복선화, 고베역-히로시마역 구간 복선화 완공
  - 8월 31일: 야마나미 신호장 폐지
  - 10월 5일: 고토역-우베역 구간 복선화
  - 10월 15일: 가네우라 신호장 폐지
  - 10월 16일: 구리하라 신호장 · 다니무라 신호장 폐지.
  - 11월 5일: 우네역-가미고리역 구간에 지쿠가와 가신호장 개설(폐지일 불명)
- 1926년
  - 2월 1일: 아보시역-다쓰노역 구간 하야시다가와 가신호장 개설(폐지일 불명)
  - 3월 15일: 요코가와역-고이역 구간 복선화
  - 3월 25일: 오노우라역-구바역 구간 복선화
  - 4월 17일: 히로시마역-요코가와역 구간 복선화
  - 4월 18일: 스오톤다역(현재의 신난요역)개업
  - 4월 30일: 우베역-오노다역 구간 복선화
  - 6월 30일: 헤타역-도노미역 구간 복선화
  - 7월 20일: 세노역-사이다이지역 구간 스나가와 가신호장 개설(폐지일 불명)
  - 8월 13일: 오노다역-아사역 구간 복선화
  - 10월 1일: 니시타카야 신호장이 역으로 변경됨에 따라 니시타카야역으로 개업
  - 10월 10일: 오타케역-이와쿠니역 구간 복선화
- 1927년
  - 3월 1일: 야나이쓰역-다부세역 구간 복선화
  - 3월 15일: 구바역-오타케역 구간 복선화
  - 10월 15일: 다부세역-이와타역 구간, 아지스역-고토역 구간 복선화
  - 12월 20일: 다이도역-요쓰쓰지역 구간 복선화
- 1928년
  - 2월 11일: 구시가하마역 개업
  - 4월 15일: 도노미역-미타지리역 구간 복선화
  - 6월 20일: 구다마쓰역-도쿠야마역 구간 복선화
  - 6월 25일: 요쓰쓰지역-오고리역 구간 복선화
  - 6월 27일: 하쓰카이치역-미야지마역 구간 복선화
  - 7월 20일: 미야지마역-오노우라역 구간 복선화
  - 8월 3일: 니지가하마역-구다마쓰역 구간 복선화
  - 11월 19일: 조후역-하타부역 구간 경로 변경, 복선화. 나가와키이치노미야역 · 하타부역 이전
- 1929년
  - 2월 3일: 이와쿠니역이 마리후역으로 명칭 변경
  - 2월 14일: 아사역-하부역 구간에 후쿠다 가신호장 개설(폐지일 불명)
  - 4월 20일: 야나이항역 개업. 야나이쓰역을 야나이역으로 명칭 변경
- 1930년
  - 3월 11일: 오비에 신호장을 역으로 변경함에 따라 나카쇼역으로 명칭 변경 및 개업
  - 3월 25일: 아카시 신호장 개설. 오쿠보 신호장 폐지
  - 4월 1일: 영업 거리를 마일 표기로부터 미터 표기로 변경, 효고임항선의 기점을 신카와 분기점에서 효고역으로 변경(고베역-시모노세키역 구간 329.3M→529.3km, 효고역-와다미사키역 규간 1.7M→2.7km, 효고역-신카와역 구간 0.4M→1.6km, 히로시마역-우지나역 구간 3.7M→5.9km)
  - 6월 25일: 후추역-유우역 구간, 미타지리역-다이도역 구간 복선화
  - 8월 11일: 구마야마 신호장을역으로 변경함에 따라 구마야마역으로 개업
- 1931년
  - 10월 10일: 효고역-다카토리역 구간 3선화. 고베역-다카토리역 구간 고가화
  - 11월 12일: 니시하라 신호장 폐지
  - 12월 15일: 나시가하라 신호장 폐지
- 1932년 12월 16일: 효고임항선 신카와역-고베시장역 구간(1.2km)연신 개통. 효고역-신카와역 구간 킬로 개정(-0.1km). 고베시장역 개업
- 1933년
  - 3월 31일: 가사오카역-다이몬역 구간에 가네우라 신호장 개설
  - 5월 26일: 나카이 신호장 폐지
  - 6월 21일: 효고임항선 신카와역-효고항역 구간(1.3km)개통. 효고항역 개업
  - 8월 2일: 기하라 신호장 폐지.
- 1934년
  - 3월 31일: 가사오카역-다이몬역 구간에 가네우라 신호장 개설.
  - 6월 11일: 화물지선 시모노세키역-시모노세키항역 구간(1.3km) 개통. 시모노세키항역 개업
  - 6월 29일: 가네우라 신호장 폐지
  - 7월 20일: 고베역-스마역 구간 전선화
  - 8월 11일: 쓰즈역 개업
  - 9월 20일: 스마역-아카시역 구간 전선화
  - 10월 2일: 사이다이지역-오카야마역 구간에 햣켄가와 가신호장 개설
  - 12월 1일: 현재의 간토쿠선인 마리후역(현재의 이와쿠니역)-스오타카모리역-구시가하마역 구간(43.7km)이 전 노선 개통해, 산요 본선에 편입. 마리후역-야나이역-구시가하마역 구간(65.4km)을 야나이선으로서 분리
- 1935년 2월 1일: 햣켄가와 신호장 폐지
- 1936년 9월 9일: 우오즈미 신호장 · 히라오카 신호장 폐지
- 1937년
  - 5월 23일: 고베역-효고역 구간 복복선화
  - 7월 1일: 화물지선 히로시마역-우지나역(5.9km)을 우지나선으로 분리
  - 9월 5일: 마쓰나가역-오노미치역 구간에 야마나미 신호장 개설
- 1938년 9월 22일: 효고역-다카토리역 구간 5선화
- 1939년
  - 5월 16일: 야마나미 신호장 폐지
  - 8월 11일: 하기지 신호장 · 고바라 신호장 · 뉴노 신호장 폐지
  - 8월 21일: 가미세노 신호장 폐지
  - 11월 15일: 하타부역-시모노세키역 구간에 사쿠라야마 신호장 개설
- 1940년 10월 10일: 아사역-하부역 구간에 단잔 신호장 개설
- 1941년
  - 2월 1일: 니지가하마역이 히카리역으로 명칭 변경
  - 6월 11일: 가미시미즈 신호장 폐지
  - 6월 21일: 단잔 신호장 폐지
- 1942년
  - 4월 1일: 하타부역-시모노세키역 구간 킬로 개정.(-0.6km), 미야지마역을 미야지마구치역으로, 마리후역이 이와쿠니역으로, 이와쿠니역이 니시이와쿠니역으로 명칭 변경
  - 5월 16일: 사쿠라야마 신호장 폐지
  - 7월 1일: 간몬 터널이 개통함에 따라 화물선으로서 시모노세키역-모지역(6.3km)개통, 산요 본선 개통. 하타부역-모지역 구간 전선화. 시모노세키 항이 시모노세키역과 통합함과 동시에 폐지(-1.3km)
  - 9월 11일: 도노미역-미타지리역 구간에 무레 신호장 개설
  - 10월 1일: 나바역을 아이오이역으로 명칭 변경, 무레 신호장 폐지
  - 11월 7일: 야나이선 오즈 신호장-후추역 구간 복선화. 이와쿠니역-후추역 구간에 오즈 신호장 개설
  - 11월 15일: 시모노세키역-모지역 구간 여객영업개시. 시모노세키역 이전
- 1943년 5월 1일: 우베역을 니시우베역으로 개칭.
- 1944년
  - 2월 1일: 가이타이치역-히로시마역 구간 복복선화
  - 4월 1일: 아카시 조차장이역으로 변경함에 따라 니시아카시역으로 명칭 변경 및 개업, 아카시역-니시아카시역 전선화
  - 4월 1일: 야나이선 오바타케역-야나이항역 복선화.
  - 5월 10일: 야나이선 유우역-고지로 신호장 구간 복선화
  - 9월 9일: 간몬 터널 상행선 개통. 시모노세키역-모지역 구간 복선화
  - 9월 11일: 야나이선 고지로 신호장-오바타케역 구간 복선화
  - 9월 29일: 야나이선 야나이항역-야나이역 구간 복선화
  - 9월 30일: 야나이선 이와쿠니역-오즈 신호장 구간 복선화
  - 10월 1일: 오즈 신호장 폐지
  - 10월 11일: 이와타역-히카리역 구간 복선화, 전 구간 복선화 완공. 야나이선(65.4km)을 산요 본선에 편입하여, 이와쿠니역-스오타카모리역-구시가하마역 구간(43.7km)을 이와쿠니선으로서 분리. 고지로 신호장을 역으로 변경함에 따라 고지로역으로 개업
- 1945년
  - 5월 1일: 오카야마역-니와세역 구간에 오카야마 조차장 개설
  - 10월 15일: 혼고역-고치역 구간에 고바라 가신호장 개설
  - 11월 19일: 고바라 가신호장 폐지
- 1947년 7월 15일: 고지로역-오바타케역 구간에 히가시하라 가신호장 · 니시하라 가신호장 개설
- 1948년 9월 2일: 히가시하라 가신호장 · 니시하라 가신호장 폐지

#### 일본국유철도 시대
- 1950년 6월 1일: 아지스역을 혼유라역으로 명칭 변경
- 1952년 6월 20일: 미나미이와쿠니역 개업
- 1953년 12월 25일: 뉴노역 개업
- 1954년 4월 1일: 신나가타역 개업
- 1956년 2월 15일: 이와쿠니역-미나미이와쿠니역 구간에 가와시모 신호장 개설. 재일미군 이와쿠니 기지 전용선으로 분리
- 1957년 3월 27일: 화물지선 히메지역-히메지시장역 구간(1.5km)개통. 히메지시장역 개업
- 1958년 4월 10일: 니시아카시역-히메지역 구간 전선화
- 1959년
  - 9월 22일: 히메지역-가미고리역 구간 전선화
  - 10월 16일: 아사역-하부역 구간에 후쿠다 신호장 개설 통보
  - 12월 26일: 구바역-오타케역 구간에 오가타 신호장 개설 통보
- 1960년
  - 3월 31일: 오가타 신호장 · 후쿠다 신호장 폐지 통보
  - 4월 18일: 오타케역-이와쿠니역 구간에 신코 신호장, 하부역-오즈키역 구간에 마쓰야 신호장 개설 통보
  - 6월 1일: 니시우베역-아사역 구간 전선화
  - 7월 25일: 신코 신호장 폐지 통보
  - 9월 12일: 고지로역-오바타케역 구간에 아이치 신호장, 조후역-나가와키이치노미야역 구간에 갓세키 신호장 개설 통보. 마쓰야 신호장 폐지 통보
  - 10월 1일: 가미고리역-구라시키역 구간 전선화
- 1961년
  - 2월 23일: 아이치 신호장 폐지 통보
  - 3월 20일: 사이다이지역을 히가시오카야마역으로 명칭 변경
  - 5월: 혼유라역-고토역 구간에 요시카즈 신호장 개설
  - 5월 1일: 갓세키 신호장 폐지 통보
  - 6월 1일: 오고리-니시우베역, 아사역-하타부역 구간 전선화
  - 8월 1일: 미타지리역-다이도역 구간에 사바가와 신호장 개설
  - 8월 21일: 미야지마구치역-오노우라역 구간에 가무쓰 신호장 개설
  - 9월: 요시카즈 신호장 폐지
  - 9월 6일: 구라시키역-미하라역 구간 전선화
  - 10월: 헤타역-도노미역 구간에 다노아비 신호장 개설. 사바가와 신호장 폐지
  - 10월 1일: 우오즈미역 · 히가시카코가와역 개업
  - 12월: 가무쓰 신호장 폐지.
  - 12월 21일: 하쓰카이치역-미야지마구치역 구간에 아지나 신호장 개설
- 1962년
  - 3월 1일: 와다미사키선 가네보마에역 폐지(1948년 3월경부터 휴업)
  - 5월 10일: 다노아비 신호장 폐지 통보
  - 5월 12일: 미하라역-히로시마역 구간 전선화
  - 6월: 아지나 신호장 폐지. 이와타역-다지마역 구간에 다테노 신호장 개설
  - 10월 1일: 히로시마역-요코가와역 구간 전선화
  - 11월 1일: 미타지리역을 호후역으로 명칭 변경
- 1963년
  - 6월: 다테노 신호장 폐지
  - 6월 28일: 히로시마역-요코가와역 구간 전선화
  - 11월 8일: 오노우라역-구바역 구간에 야사카 신호장 개설 통보
- [964년
  - 5월 12일: 야사카 신호장 폐지
  - 7월 25일: 요코가와역-오고리역 구간 전선화되어, 전선화 완공
  - 10월 1일: 니시우베역을 우베역으로 명칭 변경
- 1965년 3월 28일: 다카토리역-니시아카시역 구간 복복선화. 다루미역 부근 고가화
- 1966년 6월 15일: 화물역으로서 히가시후쿠야마역 개업
- 1968년
  - 6월 20일: 아사키리역 개업
  - 9월 21일: 우베역-아사역 구간 3선화
- 1969년
  - 3월 1일: 화물역으로서 히가시히로시마역(현재의 히로시마 화물 터미널역)개업
  - 10월 1일: 화물역으로서 니시오카야마역 개업. 고이역을 니시히로시마역으로 명칭 변경
- 1974년 9월 24일: 후쿠야마역 부근 고가화
- 1975년 3월 10일: 다마시마역을 신쿠라시키역으로, 나가와키이치노미야역을 신시모노세키역으로 명칭 변경
- 1979년
  - 4월 1일: 히가시후쿠야마역의 여객영업개시.
  - 11월 1일: 화물지선 히메지역-히메지시장역 구간(1.5km)폐지. 히메지시장역 폐지
- 1980년 10월 1일: 스오토미타역이 신난요역으로 명칭 변경. 와다미사키선 효고역-와다미사키역 구간의 화물영업폐지
- 1984년
  - 2월 1일: 효고임항선 효고역-신카와역-고베시장역 구간(2.7km), 신카와역-효고항역 구간(1.9km)폐지. 신카와역 · 고베시장역 · 효고항역 · 가와시모 신호장 폐지
  - 12월 6일: 미하라역-시모노세키역 구간 CTC 사용개시
- 1985년 3월 14일: 다카시마역 · 신이노쿠치역 개업
- 1986년 11월 1일: 조토역 및 화물역으로서 호후 화물역 개업

#### 민영화 이후 시대
- 1987년 4월 1일: 국유 철도 민영화에 의해, 고베역-시모노세키역 구간은 서일본 여객철도가, 시모노세키역-모지역 구간은 규슈 여객철도가 승계. 일본 화물철도가 고베역-모지역 구간의 제 2 종 철도 사업자로 한다.
- 1988년
  - 3월 13일: 오사카역-고베역-히메지역 구간을 JR 고베선의 애칭으로 사용 개시
  - 4월 3일: 미야우치쿠시도역 개업
- 1989년 8월 11일: 나카노히가시역 · 아지나역 개업
- 1990년
  - 3월 10일: 오카야마 조차장이 화물역의 니시오카야마역에 통합하여 폐지
  - 3월 15일: 구 오카야마 조차장의 장소로 화물역인 니시오카야마역이 이전
  - 6월 26일: 마하라역 부근 고가화. 미하라역-혼고역 구간 경로 변경함에 따라 0.6km 단축
- 1991년 4월 1일: 산인본선의 직통열차만, 하타부역-시모노세키역 구간에서 단독 운행 개시
- 1994년
  - 3월 21일: 일본화물철도의 히메지역이 이전함에 따라, 히메지 화물역으로 변경
  - 5월 23일: 호후역 부근 고가화
- 1995년
  - 1월 17일: 한신 · 아와지 대지진으로 인해 히메지역-고베역 구간 불통
  - 1월 18일: 일부 구간에서 운행 재개(이후 단계적으로 개통해 불통 구간 해소)
  - 1월 30일: 고베역-스마역 구간 가운데, 상하 전철선 · 내측선이 복구
  - 4월 1일: 고베역-니시아카시역 구간의 상하 열차선 · 외측선이 복구
  - 10월 1일: 지역 철도부 제도 발족에 수반하여, 신쿠라시키역-이토자키역 구간이 오카야마 지사 직할로부터 세토우치 지역 철도부 관리에, 이토자키역(구내 포함)-시라이치역(구내 포함) 구간이 히로시마 지사 직할로부터 미하라 지역 철도부 관리에, 이와쿠니역-요쓰쓰지역(구내 포함) 구간이 히로시마 지사 직할로부터 도쿠야마 지역 철도부 관리에, 요쓰쓰지역-시모노세키역 구간이 히로시마 지사 직할로부터 시모노세키 지역 철도부 관리가 된다
  - 12월 22일: 화물역의 히가시히로시마역이 히로시마 화물 터미널역으로 명칭 변경
- 1996년 7월 21일: 히가시오노미치역 개업
- 1997년 3월 31일: 우베역-아사역 구간의 증선(화물선)이 폐지되어 복선으로 돌아온다.
- 1999년 12월 4일: 쾌속 「SUN 라이너」로 단독 운행 개시
- 2000년 3월 11일: 마에조라역 개업
- 2001년 7월 1일: 와다미사키선 효고역-와다미사키역 구간 전선화
- 2003년
  - 5월 12일: 가코가와역 하행선 구간 고가화
  - 5월 26일: 가코가와역 상행선 구간 고가화, 이것에 의해 같은 역의 산요 본선 부분 고가화가 완성
  - 10월 1일: 오고리역을 신야마구치역으로 명칭 변경
  - 12월 1일: 일본화물철도의 다카토리역을 고베 화물 터미널역으로 명칭 변경
- 2004년 3월 13일: 덴진가와역 개업
- 2005년
  - 3월 1일: 히메지 벳쇼역 개업
  - 10월 1일: 기타나가세역 개업
- 2006년 3월 26일: 히메지역 부근 고가화
- 2008년 3월 15일: 스마 해안공원역 · 하리마타카오카역 · 니시가와라역 · 와키역 개업
- 2009년
  - 6월 1일: 조직 개편에 의해, 요쓰쓰지역-아사역(구내 포함) 구간의 관리가 시모노세키 지역 철도부에서 야마구치 지역 철도부에 이관된다.
  - 7월 12일: 아보시역-가미고리역 구간에 ATS-P 사용개시

## 역 목록

### 고베~히메지 구간
- 전 구간 효고현에 소재.

| 역명                 | 일어 역명          | 역간 거리 | 영업 거리 | 도쿄 기준 영업 거리 | 접속 노선                                                                                  | 소재지                                                                            | 소재지     |
| -------------------- | ------------------ | --- | --------- | ------------------- | ------------------------------------------------------------------------------------------ | --------------------------------------------------------------------------------- | ---------- |
| 고베                 | 神戸               | |           |                     |                                                                                            |                                                                                   |            |
| 0.0                  | 589.5              | 서일본 여객철도 산요 신칸센(신코베역) 한신 전기 철도 · 한큐 전철 고베 고속선(고소쿠고베역) 고베 시영 지하철 가이간선(하버랜드역) | 고베시    | 주오구              |                                                                                            |                                                                                   |            |
| 효고                 | 兵庫               | 1.8 | 고베시    | 1.8                 | 591.3                                                                                      | 서일본 여객철도 산요 본선 지선(와다미사키선)                                      | 효고구     |
| 신나가타             | 新長田             | 2.3 | 고베시    | 4.1                 | 593.6                                                                                      | 서일본 여객철도 산요 신칸센(신코베역) 고베 시영 지하철 세이신·야마테선 · 가이간선 | 나가타구   |
| 다카토리             | 鷹取               | 1.0 | 고베시    | 5.1                 | 594.6                                                                                      |                                                                                   | 스마구     |
| (화)고베 화물 터미널 | 神戸貨物ターミナル | 1.0 | 고베시    | 5.1                 | 594.6                                                                                      |                                                                                   | 스마구     |
| 스마카이힌코엔       | 須磨海浜公園       | 0.9 | 고베시    | 6.0                 | 595.5                                                                                      |                                                                                   | 스마구     |
| 스마                 | 須磨               | 1.3 | 고베시    | 7.3                 | 596.8                                                                                      | 산요 전기 철도 본선 산요스마역                                                    | 스마구     |
| 시오야               | 塩屋               | 2.9 | 고베시    | 10.2                | 599.7                                                                                      | 산요 전기 철도 본선 산요시오야역                                                  | 다루미구   |
| 다루미               | 垂水               | 2.9 | 고베시    | 13.1                | 602.6                                                                                      | 산요 전기 철도 본선 산요타루미역                                                  | 다루미구   |
| 마이코               | 舞子               | 2.0 | 고베시    | 15.1                | 604.6                                                                                      | 산요 전기 철도 본선 마이코코엔역                                                  | 다루미구   |
| 아사기리             | 朝霧               | 1.9 | 17.0      | 606.5               |                                                                                            | 아카시시                                                                          | 아카시시   |
| 아카시               | 明石               | 2.4 | 19.4      | 608.9               | 산요 전기 철도 본선 산요아카시역                                                           | 아카시시                                                                          | 아카시시   |
| 니시아카시           | 西明石             | 3.4 | 22.8      | 612.3               | 서일본 여객철도 산요 신칸센                                                                | 아카시시                                                                          | 아카시시   |
| 오쿠보               | 大久保             | 2.8 | 25.6      | 615.1               |                                                                                            | 아카시시                                                                          | 아카시시   |
| 우오즈미             | 魚住               | 3.5 | 29.1      | 618.6               |                                                                                            | 아카시시                                                                          | 아카시시   |
| 쓰치야마             | 土山               | 3.1 | 32.2      | 621.7               |                                                                                            | 가코군                                                                            | 하리마정   |
| 히가시카코가와       | 東加古川           | 3.3 | 35.5      | 625.0               |                                                                                            | 가코가와시                                                                        | 가코가와시 |
| 가코가와             | 加古川             | 3.6 | 39.1      | 628.6               | 서일본 여객철도 가코가와선                                                                 | 가코가와시                                                                        | 가코가와시 |
| 호덴                 | 宝殿               | 3.3 | 42.4      | 631.9               |                                                                                            | 다카사고시                                                                        | 다카사고시 |
| 소네                 | 曽根               | 4.0 | 46.4      | 635.9               |                                                                                            | 다카사고시                                                                        | 다카사고시 |
| 히메지벳쇼           | ひめじ別所         | 2.0 | 48.4      | 637.9               |                                                                                            | 히메지시                                                                          | 히메지시   |
| （화) 히메지 화물    | 姫路貨物           | 2.0 | 48.4      | 637.9               |                                                                                            | 히메지시                                                                          | 히메지시   |
| 고차쿠               | 御着               | 2.1 | 50.5      | 640.0               |                                                                                            | 히메지시                                                                          | 히메지시   |
| 히가시히메지         | 東姫路             | 2.4 | 52.9      | 642.4               |                                                                                            | 히메지시                                                                          | 히메지시   |
| 히메지               | 姫路               | 4.3 | 54.8      | 644.3               | 서일본 여객철도 산요 본선 · 산요 신칸센 · 반탄선 · 기신선 산요 전기 철도 본선 산요히메지역 |                                                                                   |            |

### 히메지-미하라 구간
| 역명              | 일어 역명  | 역간 거리                                                                                             | 고베 기준 영업 거리 | 도쿄 기준 영업 거리 | 접속 노선                                                                                                | 소재지                               | 소재지     | 소재지     |
| ----------------- | ---------- | --- | ------------------- | ------------------- | --- | ------------------------------------ | ---------- | ---------- |
| 히메지            | 姫路       | |                     |                     | |                                      |            |            |
| 54.8              | 644.3      | 서일본 여객철도 산요 신칸센 · 산요 본선(JR 고베선) · 반탄선 · 기신선 산요 전기 철도 본선 산요히메지역 | 효고현              | 히메지시            | 히메지시                                                                                                 |                                      |            |            |
| 아가호            | 英賀保     | 4.6                                                                                                   | 효고현              | 히메지시            | 히메지시                                                                                                 | 59.4                                 | 648.9      |            |
| 하리마카쓰하라    | はりま勝原 | 2.8                                                                                                   | 효고현              | 히메지시            | 히메지시                                                                                                 | 62.2                                 | 651.7      |            |
| 아보시            | 網干       | 2.9                                                                                                   | 효고현              | 히메지시            | 히메지시                                                                                                 | 65.1                                 | 654.6      |            |
| 다쓰노            | 竜野       | 5.9                                                                                                   | 효고현              | 71.0                | 660.5 |                                      | 다쓰노시   | 다쓰노시   |
| 아이오이          | 相生       | 4.5                                                                                                   | 효고현              | 75.5                | 665.0 | 서일본 여객철도 산요 신칸센 · 아코선 | 아이오이시 | 아이오이시 |
| 우네              | 有年       | 7.6                                                                                                   | 효고현              | 83.1                | 672.6 |                                      | 아코시     | 아코시     |
| 가미고리          | 上郡       | 6.5                                                                                                   | 효고현              | 89.6                | 679.1 | 지즈 급행 지즈선                     | 아코군     | 가미고리정 |
| 미쓰이시          | 三石       | 12.8                                                                                                  | 102.4               | 691.9               | | 오카야마현                           | 비젠시     | 비젠시     |
| 요시나가          | 吉永       | 7.1                                                                                                   | 109.5               | 699.0               | | 오카야마현                           | 비젠시     | 비젠시     |
| 와케              | 和気       | 5.3                                                                                                   | 114.8               | 704.3               | | 오카야마현                           | 와케군     | 와케정     |
| 구마야마          | 熊山       | 4.6                                                                                                   | 119.4               | 708.9               | | 오카야마현                           | 아카이와시 | 아카이와시 |
| 만토미            | 万富       | 4.1                                                                                                   | 123.5               | 713.0               | | 오카야마현                           | 오카야마시 | 히가시구   |
| 세토              | 瀬戸       | 4.5                                                                                                   | 128.0               | 717.5               | | 오카야마현                           | 오카야마시 | 히가시구   |
| 조토              | 上道       | 4.7                                                                                                   | 132.7               | 722.2               | | 오카야마현                           | 오카야마시 | 히가시구   |
| 히가시오카야마    | 東岡山     | 3.4                                                                                                   | 136.1               | 725.6               | 서일본 여객철도 아코선                                                                                   | 오카야마현                           | 오카야마시 | 나카구     |
| 다카시마          | 高島       | 2.8                                                                                                   | 138.9               | 728.4               | | 오카야마현                           | 오카야마시 | 나카구     |
| 니시가와라        | 西川原     | 1.9                                                                                                   | 140.8               | 730.3               | | 오카야마현                           | 오카야마시 | 나카구     |
| 오카야마          | 岡山       | 2.6                                                                                                   | 143.4               | 732.9               | 서일본 여객철도 산요 신칸센 · 쓰야마선 · 우노선 · 세토대교선 · 기비선 오카야마 전기 궤도 히가시야마 본선 | 오카야마현                           | 오카야마시 | 기타구     |
| (화) 니시오카야마 | 西岡山     | 2.5                                                                                                   | 145.9               | 735.4               | | 오카야마현                           | 오카야마시 | 기타구     |
| 기타나가세        | 北長瀬     | 0.9                                                                                                   | 146.8               | 736.3               | | 오카야마현                           | 오카야마시 | 기타구     |
| 니와세            | 庭瀬       | 3.1                                                                                                   | 149.9               | 739.4               | | 오카야마현                           | 오카야마시 | 기타구     |
| 나카쇼            | 中庄       | 4.7                                                                                                   | 154.6               | 744.1               | | 오카야마현                           | 구라시키시 | 구라시키시 |
| 구라시키          | 倉敷       | 4.7                                                                                                   | 159.3               | 748.8               | 서일본 여객철도 하쿠비선 미즈시마 임해 철도 미즈시마 본선(구라시키시역)                                  | 오카야마현                           | 구라시키시 | 구라시키시 |
| 니시아치          | 西阿知     | 4.0                                                                                                   | 163.3               | 752.8               | | 오카야마현                           | 구라시키시 | 구라시키시 |
| 신쿠라시키        | 新倉敷     | 5.3                                                                                                   | 168.6               | 758.1               | 서일본 여객철도 산요 신칸센                                                                              | 오카야마현                           | 구라시키시 | 구라시키시 |
| 곤코              | 金光       | 6.3                                                                                                   | 174.9               | 764.4               | | 오카야마현                           | 아사쿠치시 | 아사쿠치시 |
| 가모가타          | 鴨方       | 3.5                                                                                                   | 178.4               | 767.9               | | 오카야마현                           | 아사쿠치시 | 아사쿠치시 |
| 사토쇼            | 里庄       | 4.0                                                                                                   | 182.4               | 771.9               | | 오카야마현                           | 아사쿠치군 | 사토쇼정   |
| 가사오카          | 笠岡       | 4.7                                                                                                   | 178.1               | 776.6               | | 오카야마현                           | 가사오카시 | 가사오카시 |
| 다이몬            | 大門       | 7.1                                                                                                   | 194.2               | 783.7               | | 히로시마현                           | 후쿠야마시 | 후쿠야마시 |
| 히가시후쿠야마    | 東福山     | 3.3                                                                                                   | 197.5               | 787.0               | | 히로시마현                           | 후쿠야마시 | 후쿠야마시 |
| 후쿠야마          | 福山       | 4.2                                                                                                   | 201.7               | 791.2               | 서일본 여객철도 산요 신칸센 · 후쿠엔선                                                                   | 히로시마현                           | 후쿠야마시 | 후쿠야마시 |
| 빈고아카사카      | 備後赤坂   | 5.8                                                                                                   | 207.5               | 797.0               | | 히로시마현                           | 후쿠야마시 | 후쿠야마시 |
| 마쓰나가          | 松永       | 4.9                                                                                                   | 212.4               | 801.9               | | 히로시마현                           | 후쿠야마시 | 후쿠야마시 |
| 히가시오노미치    | 東尾道     | 2.9                                                                                                   | 215.3               | 804.8               | | 히로시마현                           | 오노미치시 | 오노미치시 |
| 오노미치          | 尾道       | 6.5                                                                                                   | 221.8               | 811.3               | | 히로시마현                           | 오노미치시 | 오노미치시 |
| 이토자키          | 糸崎       | 9.1                                                                                                   | 230.9               | 820.4               | | 히로시마현                           | 미하라시   | 미하라시   |
| 미하라            | 三原       | 2.4                                                                                                   | 233.3               | 822.8               | 서일본 여객철도 산요 신칸센 · 산요 본선 (히로시마 방면) · 구레선                                         | 히로시마현                           | 미하라시   | 미하라시   |

### 미하라-이와쿠니 구간
| 역명                      | 일어 역명          | 역간 거리                                                       | 고베 기준 영업 거리 | 도쿄 기준 영업 거리 | 접속 노선                                                                                | 소재지                                                                                 | 소재지           | 소재지           |
| ------------------------- | ------------------ | --------------------------------------------------------------- | ------------------- | ------------------- | ---------------------------------------------------------------------------------------- | -------------------------------------------------------------------------------------- | ---------------- | ---------------- |
| 미하라                    | 三原               |                                                                 |                     |                     |                                                                                          |                                                                                        |                  |                  |
| 233.3                     | 822.8              | 서일본 여객철도 산요 신칸센 · 산요 본선(오카야마 방면) · 구레선 | 히로시마현          | 미하라시            | 미하라시                                                                                 |                                                                                        |                  |                  |
| 혼고                      | 本郷               | 9.5                                                             | 히로시마현          | 미하라시            | 미하라시                                                                                 | 242.8                                                                                  | 832.3            |                  |
| 고치                      | 河内               | 12.3                                                            | 히로시마현          | 255.1               | 844.6                                                                                    |                                                                                        | 히가시히로시마시 | 히가시히로시마시 |
| 뉴노                      | 入野               | 4.4                                                             | 히로시마현          | 259.5               | 849.0                                                                                    |                                                                                        | 히가시히로시마시 | 히가시히로시마시 |
| 시라이치                  | 白市               | 4.4                                                             | 히로시마현          | 263.9               | 853.4                                                                                    |                                                                                        | 히가시히로시마시 | 히가시히로시마시 |
| 니시타카야                | 西高屋             | 4.4                                                             | 히로시마현          | 268.3               | 857.8                                                                                    |                                                                                        | 히가시히로시마시 | 히가시히로시마시 |
| 사이조                    | 西条               | 4.6                                                             | 히로시마현          | 272.9               | 862.4                                                                                    |                                                                                        | 히가시히로시마시 | 히가시히로시마시 |
| 지케                      | 寺家               | 2.3                                                             | 히로시마현          | 275.2               | 864.7                                                                                    |                                                                                        | 히가시히로시마시 | 히가시히로시마시 |
| 하치혼마쓰                | 八本松             | 3.7                                                             | 히로시마현          | 278.9               | 868.4                                                                                    |                                                                                        | 히가시히로시마시 | 히가시히로시마시 |
| 세노                      | 瀬野               | 10.6                                                            | 히로시마현          | 289.5               | 879.0                                                                                    | 스카이레일 서비스 히로시마 단거리 교통 세노선(스카이 레일 미도리자카선)(미도리구치역)  | 히로시마시       | 아키구           |
| 나카노히가시              | 中野東             | 2.9                                                             | 히로시마현          | 292.4               | 881.9                                                                                    |                                                                                        | 히로시마시       | 아키구           |
| 아키나카노                | 安芸中野           | 2.0                                                             | 히로시마현          | 294.4               | 883.9                                                                                    |                                                                                        | 히로시마시       | 아키구           |
| 가이타이치                | 海田市             | 3.9                                                             | 히로시마현          | 298.3               | 887.8                                                                                    | 서일본 여객철도 구레선                                                                 | 아키 군          | 가이타정         |
| 무카이나다                | 向洋               | 2.3                                                             | 히로시마현          | 300.6               | 890.1                                                                                    |                                                                                        | 아키 군          | 후추정           |
| 덴진가와                  | 天神川             | 1.8                                                             | 히로시마현          | 302.4               | 891.9                                                                                    |                                                                                        | 히로시마 시      | 미나미구         |
| (화) 히로시마 화물 터미널 | 広島貨物ターミナル | 0.7                                                             | 히로시마현          | 303.1               | 892.6                                                                                    |                                                                                        | 히로시마 시      | 미나미구         |
| 히로시마                  | 広島               | 1.6                                                             | 히로시마현          | 304.7               | 894.2                                                                                    | 서일본 여객철도 산요 신칸센 · 게이비선 히로시마 전철 본선                              | 히로시마 시      | 미나미구         |
| 신하쿠시마                | 新白島             | 1.8                                                             | 히로시마현          | 306.5               | 896.0                                                                                    | 히로시마 고속 교통 히로시마 신교통 1호선                                               | 히로시마 시      | 나카구           |
| 요코가와                  | 横川               | 1.2                                                             | 히로시마현          | 307.7               | 897.2                                                                                    | 서일본 여객철도 가베선 히로시마 전철 요코가와선                                        | 히로시마 시      | 니시구           |
| 니시히로시마              | 西広島             | 2.5                                                             | 히로시마현          | 310.2               | 899.7                                                                                    | 히로시마 전철 본선 · 미야지마선(히로덴니시히로시마역)                                  | 히로시마 시      | 니시구           |
| 신이노구치                | 新井口             | 4.2                                                             | 히로시마현          | 314.4               | 903.9                                                                                    | 히로시마 전철 미야지마선(쇼코 센터 이리구치역)                                         | 히로시마 시      | 니시구           |
| 이쓰카이치                | 五日市             | 2.4                                                             | 히로시마현          | 316.8               | 906.3                                                                                    | 히로시마 전철 미야지마선(히로덴이쓰카이치역)                                           | 히로시마 시      | 사에키구         |
| 하쓰카이치                | 廿日市             | 3.4                                                             | 히로시마현          | 320.2               | 909.7                                                                                    | 히로시마 전철 미야지마선(히로덴하쓰카이치역)                                           | 하쓰카이치시     | 하쓰카이치시     |
| 미야우치쿠시도            | 宮内串戸           | 1.6                                                             | 히로시마현          | 321.8               | 911.3                                                                                    | 히로시마 전철 미야지마선(미야우치역)                                                   | 하쓰카이치시     | 하쓰카이치시     |
| 아지나                    | 阿品               | 3.0                                                             | 히로시마현          | 324.8               | 914.3                                                                                    | 히로시마 전철 미야지마선(히로덴아지나역)                                               | 하쓰카이치시     | 하쓰카이치시     |
| 미야지마구치              | 宮島口             | 1.7                                                             | 히로시마현          | 326.5               | 916.0                                                                                    | JR 서일본 미야지마 페리 미야지마 연락선 히로시마 전철 미야지마선(히로덴미야지마구치역) | 하쓰카이치시     | 하쓰카이치시     |
| 마에조라                  | 前空               | 1.8                                                             | 히로시마현          | 328.3               | 917.8                                                                                    |                                                                                        | 하쓰카이치시     | 하쓰카이치시     |
| 오노우라                  | 大野浦             | 3.1                                                             | 히로시마현          | 331.4               | 920.9                                                                                    |                                                                                        | 하쓰카이치시     | 하쓰카이치시     |
| 구바                      | 玖波               | 5.0                                                             | 히로시마현          | 336.4               | 925.9                                                                                    |                                                                                        | 오타케시         | 오타케시         |
| 오타케                    | 大竹               | 4.4                                                             | 히로시마현          | 340.8               | 930.3                                                                                    |                                                                                        | 오타케시         | 오타케시         |
| 와키                      | 和木               | 1.5                                                             | 342.3               | 931.8               |                                                                                          | 야마구치현                                                                             | 구가군           | 와키정           |
| 이와쿠니                  | 岩国               | 3.8                                                             | 346.1               | 935.6               | 서일본 여객철도 산요 본선 (도쿠야마 방면) · 간토쿠선 니시키가와 철도 니시키가와 세이류선 | 야마구치현                                                                             | 이와쿠니시       | 이와쿠니시       |

### 이와쿠니-시모노세키 구간
- 전 구간 야마구치현에 소재.

| 역명           | 일어 역명  | 역간 거리                                                                               | 고베 기준 영업 거리 | 도쿄 기준 영업 거리 | 접속 노선                                         | 소재지       | 소재지       |
| -------------- | ---------- | --------------------------------------------------------------------------------------- | ------------------- | ------------------- | ------------------------------------------------- | ------------ | ------------ |
| 이와쿠니       | 岩国       |                                                                                         |                     |                     |                                                   |              |              |
| 346.1          | 935.6      | 서일본 여객철도 산요 본선(히로시마 방면) · 간토쿠선 니시키가와 철도 니시키가와 세이류선 | 이와쿠니시          | 이와쿠니시          |                                                   |              |              |
| 미나미이와쿠니 | 南岩国     | 4.6                                                                                     | 이와쿠니시          | 이와쿠니시          | 350.7                                             | 940.2        |              |
| 후주           | 藤生       | 2.7                                                                                     | 이와쿠니시          | 이와쿠니시          | 353.4                                             | 942.9        |              |
| 쓰즈           | 通津       | 5.2                                                                                     | 이와쿠니시          | 이와쿠니시          | 358.6                                             | 948.1        |              |
| 유우           | 由宇       | 3.0                                                                                     | 이와쿠니시          | 이와쿠니시          | 361.6                                             | 951.1        |              |
| 고지로         | 神代       | 5.2                                                                                     | 이와쿠니시          | 이와쿠니시          | 368.8                                             | 956.3        |              |
| 오바타케       | 大畠       | 5.1                                                                                     | 371.9               | 961.4               |                                                   | 야나이시     | 야나이시     |
| 야나이미나토   | 柳井港     | 4.5                                                                                     | 376.4               | 965.9               |                                                   | 야나이시     | 야나이시     |
| 야나이         | 柳井       | 2.8                                                                                     | 379.2               | 968.7               |                                                   | 야나이시     | 야나이시     |
| 다부세         | 田布施     | 6.2                                                                                     | 385.4               | 974.9               |                                                   | 구마게 군    | 다부세정     |
| 이와타         | 岩田       | 5.5                                                                                     | 390.9               | 980.4               |                                                   | 히카리시     | 히카리시     |
| 시마타         | 島田       | 5.0                                                                                     | 395.9               | 985.4               |                                                   | 히카리시     | 히카리시     |
| 히카리         | 光         | 4.8                                                                                     | 400.7               | 990.2               |                                                   | 히카리시     | 히카리시     |
| 구다마쓰       | 下松       | 6.2                                                                                     | 406.9               | 996.4               |                                                   | 구다마쓰시   | 구다마쓰시   |
| 구시가하마     | 櫛ヶ浜     | 4.6                                                                                     | 411.5               | 1001.0              | 서일본 여객철도 간토쿠선                          | 슈난시       | 슈난시       |
| 도쿠야마       | 徳山       | 3.4                                                                                     | 414.9               | 1004.4              | 서일본 여객철도 산요 신칸센                       | 슈난시       | 슈난시       |
| 신난요         | 新南陽     | 4.1                                                                                     | 419.0               | 1008.5              |                                                   | 슈난시       | 슈난시       |
| 후쿠가와       | 福川       | 2.9                                                                                     | 421.9               | 1011.4              |                                                   | 슈난시       | 슈난시       |
| 헤타           | 戸田       | 3.8                                                                                     | 425.7               | 1015.2              |                                                   | 슈난시       | 슈난시       |
| 도노미         | 富海       | 8.5                                                                                     | 434.2               | 1023.7              |                                                   | 호후시       | 호후시       |
| (화) 호후 화물 | 防府貨物   | 3.0                                                                                     | 437.2               | 1026.7              |                                                   | 호후시       | 호후시       |
| 호후           | 防府       | 4.2                                                                                     | 441.4               | 1030.9              |                                                   | 호후시       | 호후시       |
| 다이도         | 大道       | 7.8                                                                                     | 449.2               | 1038.7              |                                                   | 호후시       | 호후시       |
| 요쓰쓰지       | 四辻       | 4.8                                                                                     | 454.0               | 1043.5              |                                                   | 야마구치시   | 야마구치시   |
| 신야마구치     | 新山口     | 5.2                                                                                     | 459.2               | 1048.7              | 서일본 여객철도 산요 신칸센 · 야마구치선 · 우베선 | 야마구치시   | 야마구치시   |
| 가가와         | 嘉川       | 4.0                                                                                     | 463.2               | 1052.7              |                                                   | 야마구치시   | 야마구치시   |
| 혼유라         | 本由良     | 4.5                                                                                     | 467.7               | 1057.2              |                                                   | 야마구치시   | 야마구치시   |
| 고토           | 厚東       | 10.3                                                                                    | 478.0               | 1067.5              |                                                   | 우베시       | 우베시       |
| 우베           | 宇部       | 6.5                                                                                     | 484.5               | 1074.0              | 서일본 여객철도 우베선                            | 우베시       | 우베시       |
| 오노다         | 小野田     | 3.5                                                                                     | 488.0               | 1077.5              | 서일본 여객철도 오노다선                          | 산요오노다시 | 산요오노다시 |
| 아사           | 厚狭       | 6.3                                                                                     | 494.3               | 1083.8              | 서일본 여객철도 산요 신칸센 · 미네선              | 산요오노다시 | 산요오노다시 |
| 하부           | 埴生       | 8.3                                                                                     | 502.6               | 1092.1              |                                                   | 산요오노다시 | 산요오노다시 |
| 오즈키         | 小月       | 6.2                                                                                     | 508.8               | 1098.3              |                                                   | 시모노세키시 | 시모노세키시 |
| 조후           | 長府       | 6.2                                                                                     | 515.0               | 1104.5              |                                                   | 시모노세키시 | 시모노세키시 |
| 신시모노세키   | 新下関     | 5.9                                                                                     | 520.9               | 1110.4              | 서일본 여객철도 산요 신칸센                       | 시모노세키시 | 시모노세키시 |
| 하타부         | 幡生       | 3.7                                                                                     | 524.6               | 1114.1              | 서일본 여객철도 산인 본선                         | 시모노세키시 | 시모노세키시 |
| 하타부 조차장  | 幡生操車場 | 0.8                                                                                     | 525.4               | 1114.9              |                                                   | 시모노세키시 | 시모노세키시 |
| 시모노세키     | 下関       | 2.7                                                                                     | 528.1               | 1117.6              | 규슈 여객철도 산요 본선 (모지 방면)               | 시모노세키시 | 시모노세키시 |

### 규슈 여객철도
| 역명                                              | 일어 역명 | 역간 거리 | 영업 거리 | 고베 기준 영업 거리 | 도쿄 기준 영업 거리 | 접속 노선                                             | 소재지     | 소재지       | 소재지       |
| ------------------------------------------------- | --------- | --------- | --------- | ------------------- | ------------------- | ----------------------------------------------------- | ---------- | ------------ | ------------ |
| 시모노세키                                        | 下関      |           | 0.0       | 528.1               | 1117.6              | 서일본 여객철도 산요 본선 (도쿠야마 방면) · 산인 본선 | 야마구치현 | 시모노세키시 | 시모노세키시 |
| (이 사이로 간몬 터널을 지나 간몬 해협을 횡단한다) |           |           |           |                     |                     |                                                       |            |              |              |
| 모지                                              | 門司      | 6.3       | 6.3       | 534.4               | 1123.9              | 규슈 여객철도 가고시마 본선                           | 후쿠오카현 | 기타큐슈시   | 모지구       |